# 三國暗棋
三國暗棋（又名三國志、三國棋）是象棋的另一種玩法（名也可稱三國象棋），跟暗棋相同的是它必須將棋子翻開，但此外卻與暗棋完全不同。
三國暗棋顧名思義，需三個人玩，棋子分成三方。棋子的走法同於軍棋，但將帥走法同車直橫無限格，兵卒走法是上下左右沒有斜線，馬無拐馬腳，象一樣是四格走，不會卡象腳。如同暗棋一樣三方輪流翻開，依照所翻到的子來決定自己是哪一方。吃子同中國象棋一樣不分大小，且只能吃翻開的子。

## 棋子排法
三國暗棋像暗棋一樣只使用半個棋盤，棋子一開始蓋著洗亂，並分成四份，各八子，放在棋盤之四角的交叉點上（不是在格子內），排法如下圖。
| 三國暗棋排法 |

## 分隊方式
分隊方式有兩種，但第一種比較公平，第二種的第三隊擁有4隻車過於強勢，且第一隊極為劣勢，所以第二種通常是用於玩家實力相差較大的時候。

### 第一種
1. 帥x1、將x1、兵x5、卒x5（共12顆）
2. 仕x2、相x2、俥x2、傌x2、炮x2（共10顆）
3. 士x2、象x2、車x2、馬x2、包x2（共10顆）

### 第二種
1. 兵x5、卒x5（共10顆）
2. 帥x1、仕x2、相x2、將x1、士x2、象x2（共10顆）
3. 俥x2、傌x2、炮x2、車x2、馬x2、包x2（共12顆）

## 走法
將帥：同車（俥）的走法吃法，不受九宮格限制。最多可以控制12點。
士仕：斜走斜吃一步，不受九宮格限制。有一半的地方無法抵達。最多只能控制4點。
象相：田字對角斜走斜吃兩步，沒有塞象眼規則限制，因此可以躍子。大部分的地方都無法抵達。最多只能控制4點。
車俥：直橫走吃不限步，遇阻則停。是每方最強的單位。最多可控制12點。
馬傌：日字對角走或吃，沒有拐馬腳規則限制，因此可以躍子。最多可控制8點。
包炮：走法同車，吃法則需一枚任意棋來當砲架，攻擊後方不限距離的第一枚敵方棋子（隔山打牛）。犧牲移動能力的狀態最多可以控制10點。
兵卒：因為沒河界規則所以改為原本象棋的將帥走法，直或橫走一步，吃法同走法，不受九宮格限制。最多只能控制4點。

## 勝負
玩法:
1. 全滅另外兩國者為第一名。
2. 吃到自己持有棋子數量就能將自己的棋子回收（俗稱：收軍），先收軍的第一名，若剩下兩國無法收軍就要滅掉對方，存活的為第二名。
3. 計分法：
將／帥／車／俥：50分
象／相／士／仕：15分（戰力比可控4點的兵卒弱，許多地方無法抵達）
卒／兵：20分（可控4點，比軍棋的過河狀態更強了）
馬／傌：35分（由於沒有拐馬腳，馬已等同於西洋棋的騎士可以跳躍，棋盤又比較小容易造成封閉地形，可算是與炮戰力相當的活躍棋子）
包／炮：35分（依炮架數量決定強弱，比車的一半再稍強一些）
三方各自有總分：300分。
被全滅或者自願棄權的一方都算輸，
最後剩下的玩家若僵持不下，則可計算得失分。
得失分 = 總分 - 被吃子分數 + 吃子分數，
高分者勝。
4.其他計分玩法：
（1）只記吃掉子的分數，先得200分者為優勝。
（2）只計算殘存棋子的分數。
（3）不計分，只計算殘存棋子的數量。

## 變體與玩法
1.一種玩法的變體稱為二連三國棋，在單人對局與練習時，非常具有實用價值，
玩法與三國暗棋基本上類似，然而每人每回合，可以操作兩個次數的動作，翻棋一次，吃子一次，移動一次，三者可重複，
在實際對局的爭議則是翻吃是否成立，翻吃即是翻開時吃，而不是用棋往另一方身上蓋上去的動作進行吃子，
二連三國棋當中，馬與象的走法與軍棋，屬於相同的走法，但是能夠進行兩次的動作地可能將成立，
僅開局三人的第一手是相同的一步次數。
2.另一種變體玩法則是把將（帥）、士（仕）、象（相）三種棋子的走法強化的版本，參考西洋棋的強力走法，讓三方勢力達到恐怖平衡，每方各自持有380分。子力價值亦參考西洋棋計分。
將（帥）：改成西洋棋的皇后走法，直橫斜無限格，最多能控制20點，是最強火力。一枚90分，將帥方持有將帥各一枚，共180分。
卒（兵）：直橫一格。最多可控4點。一枚20分，將帥方持有兵卒共十枚，共200分。
車（俥）：直橫無限格，等同西洋棋城堡。一枚50分，紅黑雙方各兩枚，共100分。
馬（傌）：日字無拐馬腳，等同西洋棋騎士。一枚35分，紅黑雙方各兩枚，共70分。
砲（炮）：走法同車，吃法隔子吃子。一枚35分，紅黑雙方各兩枚，共70分
士（仕）：改成西洋棋國王走法，直橫斜一格，變成兵卒剋星，最多可控制8點。一枚35分，紅黑雙方各兩枚，共70分。
象（相）：改成西洋棋主教走法，斜走無限格。變成遠攻單位，最多可控制8點。一枚35分，紅黑雙方各兩枚，共70分。
馬（傌）、砲（炮）、士（仕）、象（相）的實力幾乎是平起平坐，但都比兵卒強、比車（俥）弱；至於改強的將帥（皇后）則是勝過紅黑雙方最強的車（俥），彌補了兵卒方的弱勢。
可準備2組象棋，把將帥兵卒方的帥兵或將帥改成一致的顏色（2帥10兵/2將10卒），以增加辨識度，避免容易混淆。